# 14065 Flegel
14065 Flegel este un asteroid din centura principală de asteroizi.

## Descriere
14065 Flegel este un asteroid din centura principală de asteroizi. A fost descoperit pe 11 martie 1996 la Kitt Peak National Observatory în cadrul proiectului Spacewatch. El prezintă o orbită caracterizată de o semiaxă mare de 2,58 ua, o excentricitate de 0,16 și o înclinație de 2,2° în raport cu ecliptica.